# Родионов, Павел Фёдорович
Павел Фёдорович Родионов (1857—1908) — борзненский уездный врач, член III Государственной думы от Черниговской губернии.

## Биография
Домовладелец, землевладелец (13 десятин).
В 1884 году окончил медицинский факультет университета св. Владимира. По окончании университета служил земским врачом в Сосницком уезде. В 1892—1907 годах состоял борзненским уездным врачом. Одновременно был членом уездного училищного совета, врачом городского четырехклассного училища и членом Борзненского отделения Общества Красного Креста. Дослужился до чина статского советника.
В 1907 году был избран членом III Государственной думы от 1-го съезда городских избирателей Черниговской губернии. Входил во фракцию октябристов. Состоял членом продовольственной комиссии. Умер в 1908 году. На его место был избран М. М. Пташевский.